# Baruth/Mark
Baruth/Mark – miasto we wschodnich Niemczech w kraju związkowym Brandenburgia, w powiecie Teltow-Fläming. W 2008 r. liczyło 4 309 mieszkańców.
W języku polskim miasto notowane w przeszłości pod nazwą Bart.

## Współpraca
Miejscowość partnerska:
- Büren, Nadrenia Północna-Westfalia